# Nowyj żurnał
Nowyj żurnał (Новый журнал, pl. Nowe pismo) – rosyjskie czasopismo emigracyjne o profilu literackim, kulturalnym i politycznym, wydawane w Nowym Jorku od 1942 roku. Czasopismo kontynuowało misję pisma "Sowriemiennyje zapiski", zamkniętego w 1940. Założycielami pisma byli Mark Ałdanow i Mark Cejtlin. Zazwyczaj ukazywało się ono jako kwartalnik. 
Redaktorami naczelnymi pisma byli:  
- 1942-1945 Mark Cetlin
- 1945-1959 Michaił Karpowicz
- 1959-1986 Roman Gul
- 1986-1990 redakcja zbiorowa
- 1990-1994 Jurij Kaszkarow[1][2]

Czasopismo osiągało nakład 1200-1500 egzemplarzy rocznie. Cieszyło się dużym uznaniem, wsparła je nawet Swietłana Alliłujewa, która przekazała redakcji 5000 ze swojego pierwszego honorarium literackiego. 
W czasopiśmie publikowali m.in. Iwan Bunin, Vladimir Nabokov, Michaił Osorgin, Mark Ałdanow, Irina Odojewcewa, Zinaida Gippius, Dmitrij Mierieżkowski, Lew Szestow, Boris Pasternak.